# Departamento de Bogotá
Bogotá fue uno de los departamentos en que se dividía el Estado Soberano de Cundinamarca (Colombia). Fue creado por medio de la ley del 14 de noviembre de 1857, a partir del territorio central de la provincia de Bogotá. Tenía por cabecera a la ciudad de Bogotá. El departamento comprendía parte del territorio de las actuales regiones cundinamarquesas de Guavio, Oriente, Sabana Centro, Sabana Occidente, Soacha, Sumapaz y Tequendama.

## Historia
El departamento de Bogotá cambio de nombre y jurisdicción múltiples veces durante la existencia del Estado Soberano de Cundinamarca. El 14 de noviembre de 1857 fueron creados el «Primer Departamento de Bogotá» y «Segundo Departamento de Bogotá» cuyas capitales eran, respectivamente, los distritos primero y segundo de Bogotá. El primer distrito se encontraba al lado izquierdo del río San Francisco, en tanto el segundo distrito se ubicaba a la derecha de este.
El departamento fue unificado por medio de la ley del 7 de julio de 1860 pero tras la separación del Distrito Federal de Bogotá en 1861 pasó a denominarse «Departamento del Centro» y su capital trasladada a Funza. Tras la reintegración del distrito federal al departamento en 1864, retomó su nombre original de Bogotá con el cual permaneció hasta su extinción en 1886.

## División territorial
En 1857 el «Primer Departamento» estaba dividido en los distritos Primero de Bogotá (capital), Bosa, Usme, Soacha, San Antonio, El Colegio, Viotá, Tibacuy, Fusagasugá, Pandi, Pasca, Fosca, Une, Chipaque, Ubaque, Choachí, Fómeque, Cáqueza, Quetame, Villavicencio, Cumaral, Jiramena, San Martín y Arama. El «Segundo Departamento» tenía por distritos al Segundo de Bogotá (capital), Anapoima, Mesa, Tena, Quipile, Anolaima, Facatativá, Zipacón, Bojacá, Serrezuela, Funza, Fontibón, Engativá, Suba, Usaquén, Calera, Guasca, Guatavita, Gachetá, Chipasaque, Ubalá, Gachalá, Medina, Upía y Cabuyaro.
En 1860 el ya unificado departamento de Bogotá comprendía los distritos de Bogotá (capital), Anapoima, Anolaima, Bojacá, Bosa, Calera, Cáqueza, El Colegio, Chipaque, Chipasaque, Choachí, Engativá, Facatativá, Fómeque, Fontibón, Fosca, Funza, Fusagasugá, Gachalá, Guasca, Gachetá, Guatavita, Mesa, Medina, Nimaima, Nocaima, Pandi, Pasca, Quetame, Quipile, San Antonio, San Francisco, San Martín, Sasaima, Serrezuela, Síquima, Soacha, Suba, Subachoque, Tena, Tenjo, Tibacuy, Ubalá, Ubaque, Une, Usaquén, Usme, Vega, Villavicencio, Villeta, Viotá y Zipacón.
En 1862 fue renombrado a «Departamento del Centro» y su territorio fue disgregado, quedando conformado únicamente con los distritos de Funza (capital), Cota, Chapinero, Bosa, Engativá, Fontibón, Mosquera, Suba, Soacha, Usme, Serrezuela, Facatativá, Bojacá, Subachoque, San Francisco, Tenjo, Vega, Zipacón, Fusagasugá, Tibacuy, Pasca y Pandi.
En 1876 el departamento comprendía los distritos de Bogotá (capital), Bosa, Cota, Chía, Engativá, Funza, Fontibón, Fusagasugá, Calera, Mosquera, Pandi, Pasca, Soacha, Suba, Usme y Usaquén.